# Nicholas Ray
Nicholas Ray (* 7. August 1911 in Galesville, Wisconsin als Raymond Nicholas Kienzle Jr.; † 16. Juni 1979 in New York City) war ein US-amerikanischer Filmregisseur und Schauspieler. Im Hollywood der 1950er-Jahre galt Ray mit seinen Filmen als Außenseiter, erst später setzte eine Anerkennung seiner Werke ein. Seine bekanntesten Filme als Regisseur sind der Film noir Ein einsamer Ort (1950), der Western Johnny Guitar (1954) und das Jugenddrama … denn sie wissen nicht, was sie tun (1955).

## Leben
Bereits während seiner High-School-Zeit fiel Nicholas Ray durch sein rebellisches Verhalten auf und musste deshalb sogar zweimal die Schule wechseln. Doch seine Leidenschaft, das Schreiben und Gestalten von Radioprogrammen, ermöglichte ihm 1932 eine Zulassung zur Universität von Chicago. Dort studierte er zunächst Theaterwissenschaften, wechselte aber nach einem Jahr zu einem Architekturstudium unter Frank Lloyd Wright. Doch auch dies hielt ihn nicht lange und so zog er 1934 nach New York City, wo er als Schauspieler tätig wurde und aktiv in der linken Theaterszene wirkte. Dort traf er auch auf seinen Mentor Elia Kazan, in dessen Theaterdebüt er eine Rolle übernahm. Während des Zweiten Weltkriegs arbeitete er für das Office of War Information, wo er Produktionen des Radiodienstes „The Voice Of America“ leitete. Geleitet wurde das Büro von dem späteren Filmproduzenten John Houseman, der Rays Talent entdeckte und ihm 1947 die Chance gab, die Regie bei einem Film zu übernehmen. Erste Filmerfahrung hatte er bereits 1945 als Assistent von Elia Kazan in dessen Filmdebüt Ein Baum wächst in Brooklyn gesammelt. Dort hatte er auch einen Cameo-Auftritt übernommen.
In Nicholas Rays erstem Film als Regisseur, dem Roadmovie Sie leben bei Nacht sind bereits die später zu seinem Markenzeichen werdenden Charaktere vorhanden – die sozialen Außenseiter und die von der Gesellschaft entfremdeten, rebellierenden Jugendlichen. Der Film, produziert von Houseman, entstand bereits 1947, wurde aber wegen der langwierigen Übernahme von RKO Pictures durch Howard Hughes erst zwei Jahre später veröffentlicht. Von 1949 bis 1953 arbeitete Ray in verschiedenen Positionen bei RKO, neben der Aushilfe bei den Produktionen anderer Regisseure übernahm er als Auftragsarbeit auch selbst die Regie bei mehreren Filmen und Fernsehserien. Seine wichtigste Arbeit während dieser Zeit war wahrscheinlich der düstere Film noir Ein einsamer Ort (1950) mit Humphrey Bogart in der Hauptrolle. Obwohl Ray in linksradikalen Gruppen aktiv war, schützte ihn die Zusammenarbeit mit Hughes in dieser Zeit vor dem in Hollywood einsetzenden „Blacklisting“, dem Arbeitsverbot politisch linker Filmschaffender. Seinen Unmut gegenüber der mit dem Blacklisting einhergehenden Hetzjagd verarbeitete er zusammen mit dem Drehbuchautor Philip Yordan in dem Western Johnny Guitar – Wenn Frauen hassen aus dem Jahr 1954. Dort spielt Joan Crawford eine Saloon-Besitzerin, die sich und ihre Freunde gegen die Rancher und die Obrigkeit einer Kleinstadt zur Wehr setzt. Der Film wurde in den USA von Kritikern verrissen, Milton Luban vom „Hollywood Reporter“ bezeichnete ihn als „einen der verwirrtesten und geschwätzigsten Filme seit langer Zeit“. Gefeiert wurde er allerdings in Frankreich von den Filmkritikern der Cahiers du Cinema, die ihn 1966 zum besten Western wählten.
Ein Jahr später kehrte Ray zum Thema seines ersten Films zurück und verfilmte mit … denn sie wissen nicht, was sie tun die Geschichte des von seiner Umgebung entfremdeten Jugendlichen Jim Stark, gespielt von James Dean. Wo Johnny Guitar – Wenn Frauen hassen noch seine Schwächen beim Schnitt und der Kameraarbeit hatte, konnte Ray für diesen Film den erfahrenen Kameramann Ernest Haller und den mehrfach ausgezeichneten Schnittmeister William H. Ziegler gewinnen, die eine professionelle Arbeit garantierten. So wurde … denn sie wissen nicht, was sie tun besonders beim jungen Publikum ein großer Erfolg. Ray erhielt im folgenden Jahr eine Nominierung für den Oscar als bester Drehbuchautor. Dieser Erfolg erlaubte es ihm, persönlichere Projekte zu verwirklichen. So kommentierte er mit Eine Handvoll Hoffnung aus dem Jahr 1956 den sorglosen Umgang mit Arzneimitteln in der US-amerikanischen Gesellschaft. James Mason spielt in dem Film einen todkranken Lehrer, der von einem Cortison-Präparat geheilt wird, dessen Nebenwirkungen aber zu einer Veränderung seiner Persönlichkeit führen. Seine politischen Ansichten brachte er in den folgenden Jahren mit dem Anti-Kriegsfilm Bitter war der Sieg (1957) mit Richard Burton und Curd Jürgens und dem ökologischen Drama Sumpf unter den Füßen (1958) mit Burl Ives und Christopher Plummer zum Ausdruck.
Seine Arbeit litt in dieser Zeit jedoch unter seinem zügellosen Lebenswandel. Ray war alkohol- und spielsüchtig, was ihn Anfang der 1960er an den Rand des Bankrotts führte. Dies war auch der Grund, weshalb er die Regie der Bibelverfilmung König der Könige (1961) und des Revolutionsdramas 55 Tage in Peking (1963) übernahm. Während der Dreharbeiten zu diesem Film erlitt er einen Herzinfarkt, der seine Karriere für lange Zeit unterbrach. Anfang der 1970er nahm er einen Lehrstuhl an der State University of New York an, wo er mit seinen Studenten Experimentalfilme drehte. 1976 entstand dabei der Langfilm We Can’t Go Home Again. 1977 übernahm er noch eine kleine Rolle in Wim Wenders Film Der amerikanische Freund. Er spielte ebenfalls die Nebenrolle eines Generals im Film Hair. Im Jahr 1977 erkrankte Ray an Lungenkrebs. Seinen sich rasch verschlechternden Gesundheitszustand dokumentierte sein Freund Wim Wenders 1979 in dem Dokumentarfilm Nick’s Film – Lightning Over Water. Kurz nach Beendigung der Dreharbeiten starb Nicholas Ray.
Insgesamt war Ray viermal verheiratet, zuletzt von 1969 bis zu seinem Tod mit Susan Schwartz. Aus diesen Ehen gingen vier Kinder hervor, darunter Anthony Ray, der als Schauspieler und Produzent aktiv war. Seine zweite Ehefrau war die Schauspielerin Gloria Grahame, die später auch ihren einstigen Stiefsohn Anthony Ray heiratete.

## Filmografie
Als Regisseur
- 1948: Sie leben bei Nacht (They Live by Night)
- 1949: A Woman’s Secret
- 1949: Vor verschlossenen Türen (Knock on Any Door)
- 1949: Entscheidung am Fluß (Roseanna McCoy; ungenannt, nur einige Szenen inszeniert)
- 1950: Born to be Bad
- 1950: Ein einsamer Ort (In a Lonely Place)
- 1951: Stählerne Schwingen (Flying Leathernecks)
- 1951: On Dangerous Ground
- 1952: Macao (ungenannt, nur einige Szenen)
- 1952: Arena der Cowboys (The Lusty Men)
- 1952: Androkles und der Löwe (Androcles and the Lion; ungenannt, nur einige nachgedrehte Szenen)
- 1954: Johnny Guitar – Wenn Frauen hassen (Johnny Guitar)
- 1954: General Electric Theater (Fernsehserie, Folge High Green Wall)
- 1955: … denn sie wissen nicht, was sie tun (Rebel Without a Cause)
- 1955: Im Schatten des Galgens (Run for Cover)
- 1956: Feuer im Blut (Hot Blood)
- 1956: Eine Handvoll Hoffnung (Bigger Than Life)
- 1957: Bitter war der Sieg (Amère victoire)
- 1957: Rächer der Enterbten (The True Story of Jesse James)
- 1958: Sumpf unter den Füßen (Wind Across the Everglades)
- 1958: Das Mädchen aus der Unterwelt (Party Girl)
- 1960: Im Land der langen Schatten (Ombre bianche)
- 1961: König der Könige (King of Kings)
- 1963: 55 Tage in Peking (55 Days at Peking)
- 1965: The Doctor and the Devil
- 1973: We Can’t Go Home Again
- 1974: Wet Dreams (Episodenfilm, Episode The Janitor)
- 1978: Marco (Kurzfilm)
- 1980: Nick’s Film – Lightning Over Water (Dokumentation in Zusammenarbeit mit Wim Wenders)

Als Darsteller
- 1945: Ein Baum wächst in Brooklyn (A Tree Grows in Brooklyn)
- 1977: Der amerikanische Freund
- 1979: Hair

## Dokumentationen
- I’m a Stranger Here Myself, 1974, Regie: David Helpern
- A Personal Journey with Martin Scorsese Through American Movies, 1995, Regie: Martin Scorsese, Michael Henry Wilson